# Marsillargues
Marsillargues é uma comuna francesa na região administrativa de Occitânia, no departamento de Hérault. Estende-se por uma área de 42.7 km². Em 2010 a comuna tinha 6 399 habitantes (densidade: 149,9 hab./km²).